# 未開の入江
未開の入江(Sinus Asperitatis)は、静かの海の南に伸びる部分である。南東で神酒の海につながっている。東西は大陸の荒れ地が境となっている。この湾の月面座標は、南緯3.8°、東経27.4°であり、直径は206㎞である。
湾内の北部には小さなクレーターのトリチェリがある。南端には、テオフィルスとキュリロスという大きな2つのクレーターがある。未開の入り江と神酒の海の境には、メドラーがある。